# تأثير دهال
يتم استخدام مفهوم "" تأثير دال "أو مفهوم دهال في طب الأسنان حيث يتم استخدام جهاز موضعي أو ترميم موضعي لزيادة المساحة البينية المتاحة للترميم.

## مفهوم
يجب تقليل زاوية التوجيه الحادة (الزاوية المتكونة بين المستوى السهمي عندما تكون الأسياخ في الانسداد المركزي والسطح الأفقي) لتقليل القوى الأفقية الزائدة على الأسنان الأمامية، الأمر الذي قد يؤدي إلى الفشل. والطريقتان المستخدمتان لتقليل هذا الأمر هما: تقليل حافة القواطع وزيادة البعد الرأسي الإطباقي . ويركز تأثير دهال على الأخيرين. وبدون زيادة حجم نمو الأسنان غير الضرورية، ستكون هناك حاجة إلى عمل ترميمي غير ضروري لأسنان صحية. لذلك، فإن مفهوم االدال هو أسلوب أكثر محافظة لزيادة نسبة البعد الرأسي الإطباقي.
إن مفهوم دهال هو والحركة النسبية للسن المحوري التي تتم ملاحظتها عندما يتم وضع جهاز موضعي أو ترميم موضعي في حالة الانسداد الزائد عن الحد وإعادة الانسداد إلى نقاط التلامس الكاملة للقوس على مدى فترة من الزمن. وهو يتضمن حركة الأسنان الرأسية التي تحدث عند وضع الأجهزة/عمليات إعادة التركيب الموضعية الأمامية في الانسداد الفوقيمما يؤدي إلى فصل الأسنان الخلفية. فبدلاً من استعادة الانسداد عن طريق  عملية الاستعادة، يُسمَح له بإعادة ترسيخ نفسه بمرور الوقت من خلال الجمع بين التدخل والبُزوغٌ المُفْرِط. وهذا بدوره سيزيد من البعد الرأسي الإطباقي .

## التاريخ
دي جي أندرسن اقتراح فكرة إنشاء  مساحة بين الأسنان لأول مرة  في عام 1962. ولقد قدم مفهوم الانسداد التجريبي بالحفز على البزوغ المفرط للأسنان، فوضع الترميمات في الأسنان في حالة الانسداد فوق الانسداد. أجرى أندرسون دراسة على خمسة أشخاص بالغين تتراوح أعمارهم بين 19 و49 سنة؛ وبوضع غطاء معدني لرفع العضة  بطول 0.5 مم على السَطْحٌ الإِطْباقِيٌّ للأضراس الدائمة الأولى في الجزء السفلي الأيمن من الشخص،  بعد فترة تجريبية تتراوح بين 23 و41 يوماً وجد أن كل فرد من الأشخاص كان قادراً على حصر أسنانه. ولاحظ التغيرات في مسافات الأسنان في أقواس متعارضة باستخدام نقاط مرجعية على الأسنان المغطاة ومقابلها، حيث حدد إدخال حيز متفحص. ولكن لم يكن من الممكن تحديد ما إذا كان خلق هذه المساحة راجعاً إلى اقتحام الأسنان الملامسة لغطاء رفع العضة أو ثوران الأسنان المنفصلة بسبب الافتقار إلى نقاط مرجعية ثابتة.
أصبح بيورن إل دال من كلية طب الأسنان في جامعة أوسلو أول مؤلف من خلال سلسلة من الأوراق للإبلاغ عن الاستخدام الناجح لهذه التقنية في إدارة الاسنان المتأكله عام 1975. إلى جانب أولاف كرونشتات وكيل كارلسن، وصف دهال استخدام جهازلزيادة المساحة البينية المتاحة للترميمات المستقبلية.. وكان الجهاز القابل للإزالة مصبوغ في الأصل بالكروم الكوبالت وتم يوضعه على الجوانب الحنكية للقواطع العلوية البالغة من العمر 18 عامًا والتي كانت عرضة لتآكل موضعي.يتم ارتداء الجهاز على مدار 24 ساعة في اليوم، ومع مرور الوقت، تم إنشاء مساحة كافية للسماح بوضع حشوات ذهبية حنكية على القواطع العلوية المتآكله. وجد دهال أنه كانمزيجًا من تداخل الأسنان الأمامية عند ملامستها للجهاز  (40%) والثوران السلبي للأسنان الخلفية غير المعارضة (60%) مما  ادى إلى السماح بإعادة إنشاء الانسداد الخلفي مع الحفاظ على المساحة البينية.
من الممكن  استخدام طب الأسنان اللاصق لتحقيق نفس النتائج في الوقت الحالي، وكذلك استخدام عمليات إعادة الترميمات المؤقتة في علاج فقدان سطح الأسنان الأمامية.

## التطبيق إكلينيكي (سريري)
يُستخدم مفهوم داهل غالبا عندما تكون هناك حاجة إلى زيادة في المساحة البينية مع زيادة في البعد الرأسي الإطباقي؛ على سبيل المثال عند استعادة حالة من فقدان سطح الأسنان الأمامية الحاد. ولذلك، فإن التطبيقات الرئيسية هي التآكل الأمامي الموضعي الناتج عن عوامل مثل النُهام، والارتجاع المريء التي تؤدي إلى تآكل شديد للأسنان، مما يؤدي إلى عدم كفاية مساحة مساحة البينية للترميم المناسب.
يمثل النقص الواضح في مساحة الإطباق معضلة لطبيب الأسنان الترميمي. بدون مفهوم داهل، سيكون أحد الأساليب الرئيسية هو تقليل الارتفاع الإطباقي للأسنان امتآكله بالفعل. ومع ذلك،  قد يؤدي ذلك إلى نقص في الارتفاع المحوري وبالتالي عدم كفاية الاستبقاء والمقاومة للترميم الإكليلي التقليدي. يمكن أن يؤدي تحضير الأسنان وما يرتبط بها من فقدان الأنسجة التاجية إلى مزيد من الإساءة إلى اللب ويحد من خيارات الأنسجة التاجية في المستقبل.  هناك نهج بديل يتمثل في إنشاء المساحة اللازمة عن طريق إعادة تنظيم الانسداد عن طريق زيادة عشوائية في البعد الرأسي للانسداد، أي استخدام جهاز داهل. سيقلل إنشاء هذا الفراغ بين الأسنان بشكل كبير من كمية التحضير للأسنان المطلوبة، خاصة على الأسطح الحنكية المتضررة بالفعل للأسنان الأمامية العلوية.
ويحدث التكيف على مدى بضعة أشهر: وسوف يحدث الثوران التعويضي للأسنان الخلفية، جنباً إلى جنب مع بعض التطفل على الأسنان الأمامية والنمو المحتمل للعظم السنخي. سيسمح هذا للانسداد الخلفي بإعادة التأسيس  من جديد عند مستوى أعلى من البعد الرأسي الإطباقي، الأمر الذي من شأنه أن يعمل على استقرار المساحة البينية المتزايدة.

## جهاز داهل
يستخدم جهاز داهل لتوليد مساحة بين الفكين العلوي والسفلي. وقد تم استخدام ذلك هذا بشكل  تقليدي للمساعدة في وضع الحشو على الأسنان الأمامية المتآكلة. يمكن أن تؤدي التغييرات في الأسنان، من تآكل الأسنان أو فقدان الأسنان، إلى انخفاض ارتفاع الوجه بسبب التعويض الفسيولوجي الذي يسمح بالحفاظ على ملامسة الأسنان العلوية والسفلية. يمكن أن يزيد جهاز داهل من ارتفاع وجه المريض وتصحيح هذا الفقد في ارتفاع الوجه.
كان جهاز داهل الأصلي عبارة عن منصة معدنية قابلة للإزالة مصنوعة من الكروم الكوبالت. ومع ذلك، يمكن استخدام العديد من المواد المختلفة في الوقت الحاضر .
يمكن أن يؤدي وضع جهاز الراتينج المركب من داهل على الأسنان الأمامية المتآكله  إلى فصل الأسنان الخلفية وتحفيزها. بمجرد ملامسة الأسنان الخلفية، يمكن وضع الحشوات على الأسنان الأمامية دون الحاجة إلى إزالة بنية الأسنان الزائدة لاستيعاب الترميمات.
على جهاز داهل أن يحقق الأهداف التالية:
- ينبغي وضع سُمك من المواد على  الجانب القاطع / الإطباقي عن استخدام تلك الأسنان حيث يلزم  إنشاء مساحة بَينَ السُّطوحِ الإِطْباقِيَّة. لا يجب استخدام أي مكون من مكونات العظام المخاطية ينبغي أن يكون سمك المادة الموضوعة مطابقا مباشرة للكمية المطلوبة من الفضاء الإطباقي، الذي سيحدد الزيادة في البعد الرأسي الإطباقي على النحو الذي يقاس في موقع معين في الفم. ولابد من بناء منصة الإطباق على نحو مثالي لضمان توجيه لإطباق على طول المحور الطويل للأسنان. يجب تحقيق اتصالات الإطباق المستقرة. يجب ألا يعيق الجهاز حركة الأسنان التي تم فكها عن طريق الانسداد.[7]

## المميزات
مزايا هذا النهج هي:
- الحد الأدنى من إزالة مادة الأسنان مطلوب لخلق مساحه بين  ؛ لذلك، التقنية تنطوي على تدمير محدود (وهذا أمر مهم بشكل خاص على الأسطح الحنكية للأسنان الأمامية حيث قد يحدث تآكل كبير. وقد يكون ذلك بسبب الظروف التي تتسبب في تآكل داخلي، مثل النُهام  والارتجاع المريء. ومع مرور الوقت، تم استخدام تقنيات أقل عدوانية). يمكن استعادة البعد الراسي الإطباقي المفقود عن طريق زيادة البعد العمودي. تقليل شيخوخة الوجه إلى الحد الأدنى عن طريق استعادة ارتفاع الوجه. آمنه. البساطة النسبية لأنها سهلة الاستخدام والضبط. قابل للعكس نسبيًا. نهج فعال من حيث  التكلفة نسبياً. أصبحت اليوم أكثر جمالية مقارنة بمنصة العضة الجزئية القابلة للإزالة المصنوعة من الكوبالت والكروم الأصلية من داهل . إن خلق الفضاء يحدث بغض النظر عن العمر والجنس.

## القيود
قيود هذا النهج هي:
- يصعب التنبؤ بملامسات الإطباق النهائية قبل العلاج (عملية ديناميكية). القبول  يكون محدود من قبل الناتج المحلي الإجمالي دوليا. خطر ظهور أعراض متعدده (2٪ تتطلب معالجة قناة الجذر بعد الإجراء). خطر حدوث مشاكل في دواعم الأسنان (3-10٪ أبلغوا عن أعراض معتدلة في دواعم الأسنان في البداية).[8] خطر الإصابة بضعف عضلي خفيف إلى متوسط. خطر الانتكاس. تقارير عن الفشل في المرضى الذين يفتقرون إلى الاتصالات المعتادة الثابتة في برنامج المقارنات الدولية أو برنامج إعادة الفحص في الحالات الحرجة[9]

## نجاح مفهوم داهل
يمكن اختبار تغييرات الإطباق المخطط لها باستخدام جهاز قابل للإزالة قبل المعالجة الدائمة. تسمح الطرق المركبة على الأسنان لفقدان سطح الأسنان بتعديلها أو إزالتها بسهولة إذا لزم الأمر. وجدت إحدى الدراسات المنشورة في المجلة البريطانية لطب الأسنان، 2011 أن رضا المرضى كان مرتفعًا عند استخدام الترميمات المركبة في نهج دال وأن متوسط وقت البقاء على قيد الحياة كان بين 4.75 و 5.8 سنة.